# Senza parole (Vasco Rossi)
Senza parole è un singolo del cantautore italiano Vasco Rossi, pubblicato nel 1994.

## Utilizzi
Nel 2006 il singolo è stato usato in uno spot della Fiat. Così il brano, dopo 12 anni dalla pubblicazione, è rientrato in classifica. Tuttavia Vasco, quello stesso anno, dopo aver concesso alla Fiat anche Rewind, annunciò pubblicamente che non avrebbe più ceduto diritti delle sue canzoni per gli spot pubblicitari. La decisione di cederli è stata per sua stessa ammissione un errore. 
Il brano è stato anche utilizzato nel 2015 dal programma televisivo Senza parole di Antonella Clerici.

## Tracce
CD Singolo
1. Senza parole (Vasco Rossi, Tullio Ferro, Massimo Riva) – 4:41

CD Remix
1. Senza parole (Let The Guitar Play Mix) – 5:40
2. Senza parole (BB Mix) – 5:02
3. Senza parole (Radio Version) – 4:13

## Formazione
- Vasco Rossi – voce
- Celso Valli – tastiere, organo Hammond
- Laurent Gelmetti – chitarra
- Paolo Gianolio – chitarra, basso
- Alfredo Golino – batteria

## Classifiche
| Classifica (1994) | Posizione massima |
| ----------------- | ----------------- |
| Italia            | 2                 |
| Classifica (2006) | Posizione massima |
| Italia            | 41                |

### Classifiche di fine anno
| Classifica (1994) | Posizione |
| ----------------- | --------- |
| Italia            | 34        |
| Classifica (2006) | Posizione |
| Italia            | 62        |